# Kijevszkaja metróállomás (Arbatszko-Pokrovszkaja vonal)
A moszkvai metrónak a Arbatszko-Pokrovszkaja vonalon található Kijevszkaja állomása a közeli Kijevi pályaudvarról kapta nevét. A Dorogomilovo kerületben, a főváros Nyugati közigazgatási körzetében helyezkedik el. Az állomáson átszállási lehetőség van a a Kolcevaja vonal Kijevszkaja állomására, valamint a a Filjovszkaja vonal Kijevszkaja állomására Szomszédos állomásai a Arbatszko-Pokrovszkaja vonalon a Park Pobedi és a Szmolenszkaja.
A 38 méter mélyen fekvő állomást 1953. április 5-én nyitották meg az innen a Ploscsagy Revoljucii metróállomásig terjedő új szakasz átadásának keretében. Ez lett a moszkvai metró 38. állomása. 1953-tól 2003-ig, 50 éven keresztül a vonal végállomásaként működött.

## Művészi díszítése
Az állomás csarnokait a moszkvai metró számos más állomásához hasonlóan művészi igényű, de a politikai propaganda szükségleteinek megfelelő díszítésekkel látták el. Ennek a metróállomásnak a témája a közeli Kijevi pályaudvar miatt Szovjet-Ukrajna és annak egyesülése Szovjet-Oroszországgal, sok ezzel a témával kapcsolatos festményt helyeztek el a falakon. Az állomás falait, az oszlopokat az uráli Koelga lelőhely világosszürke márványával burkolták. Az oszlopokat ezen felül kerámiából készült, ukrán népi mintázatot alkalmazó frízekkel díszítették. A padlózatot szürke gránit burkolja. A világítást nagyrészt metszett üvegből készült csillárok biztosítják.

## Képgaléria

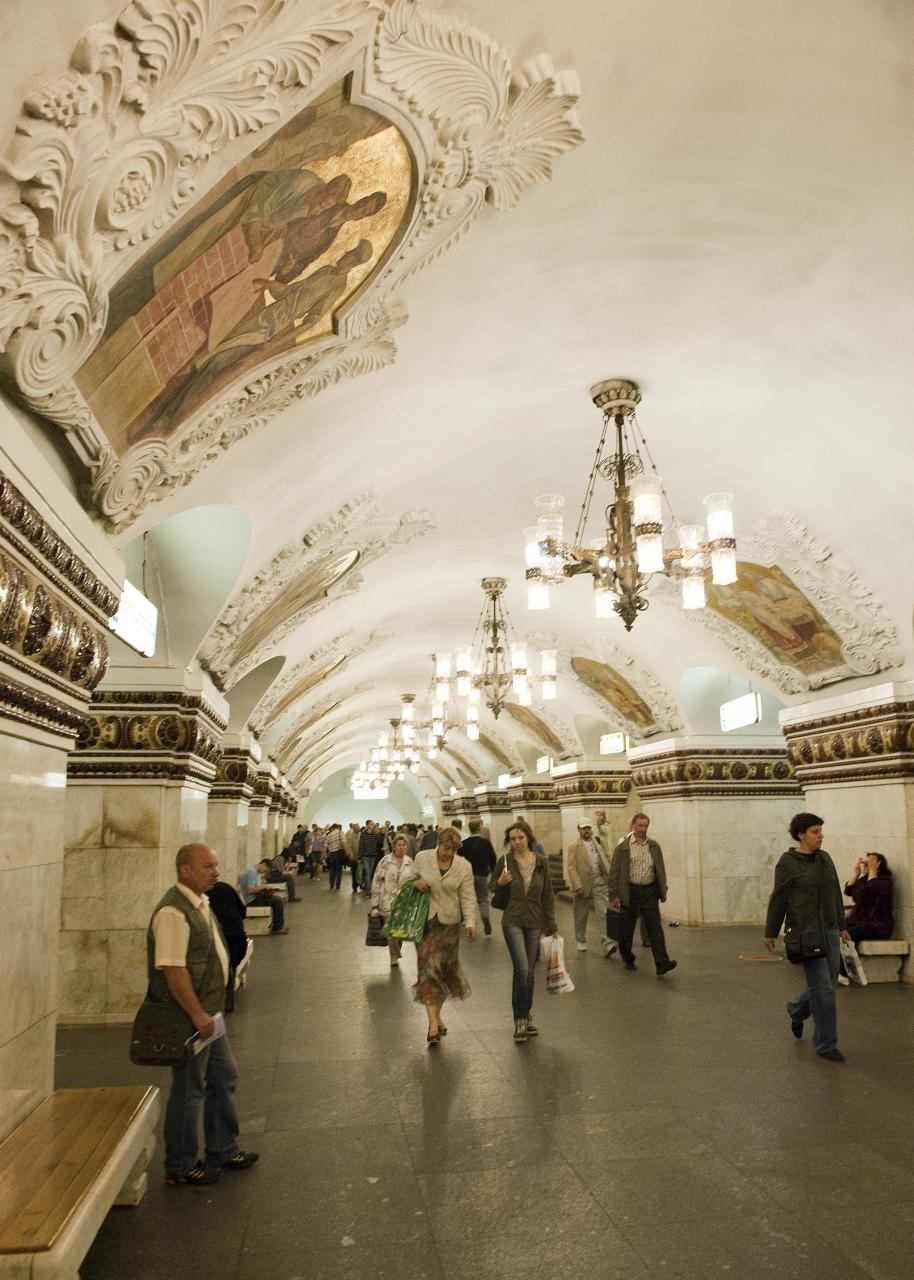
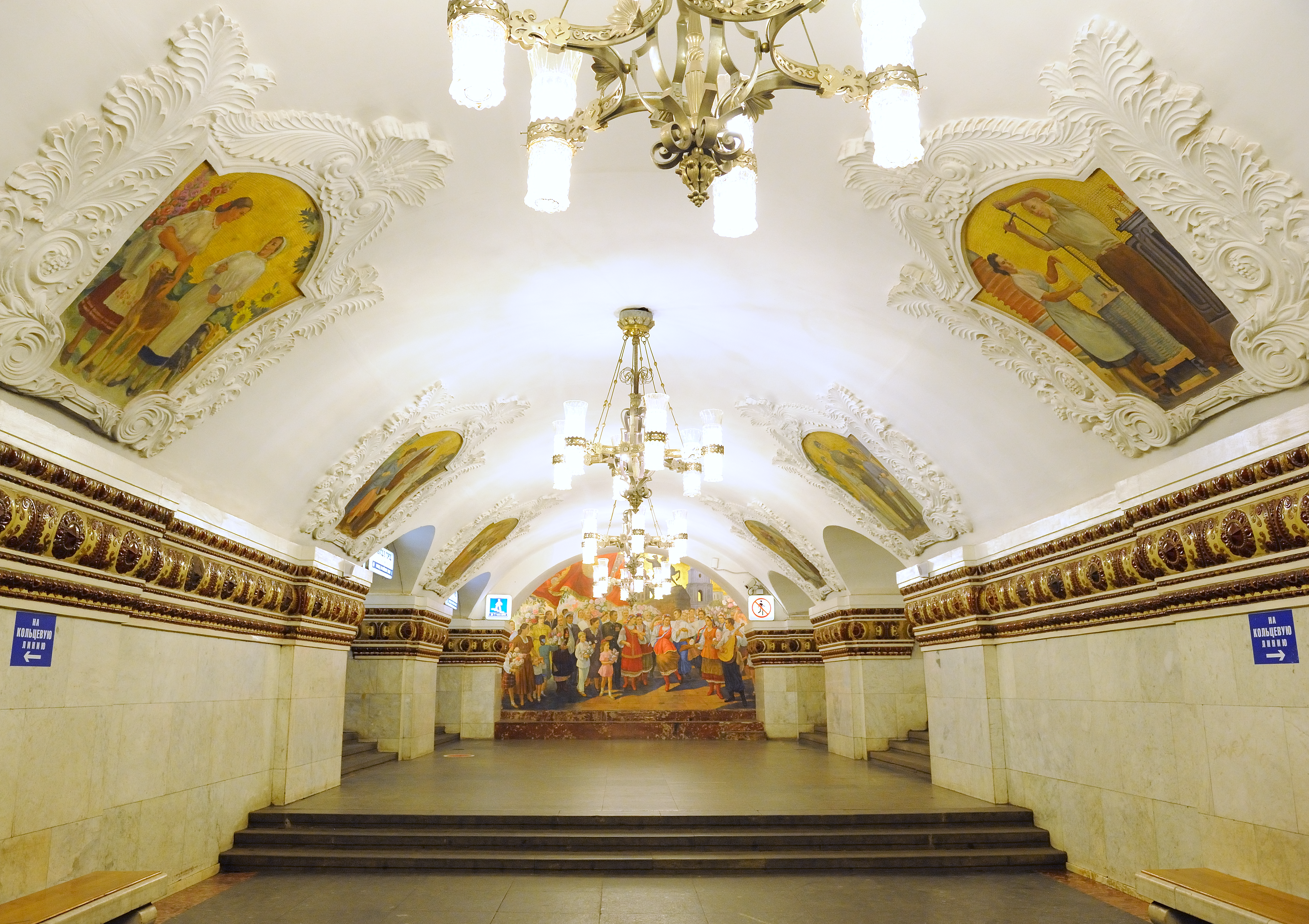
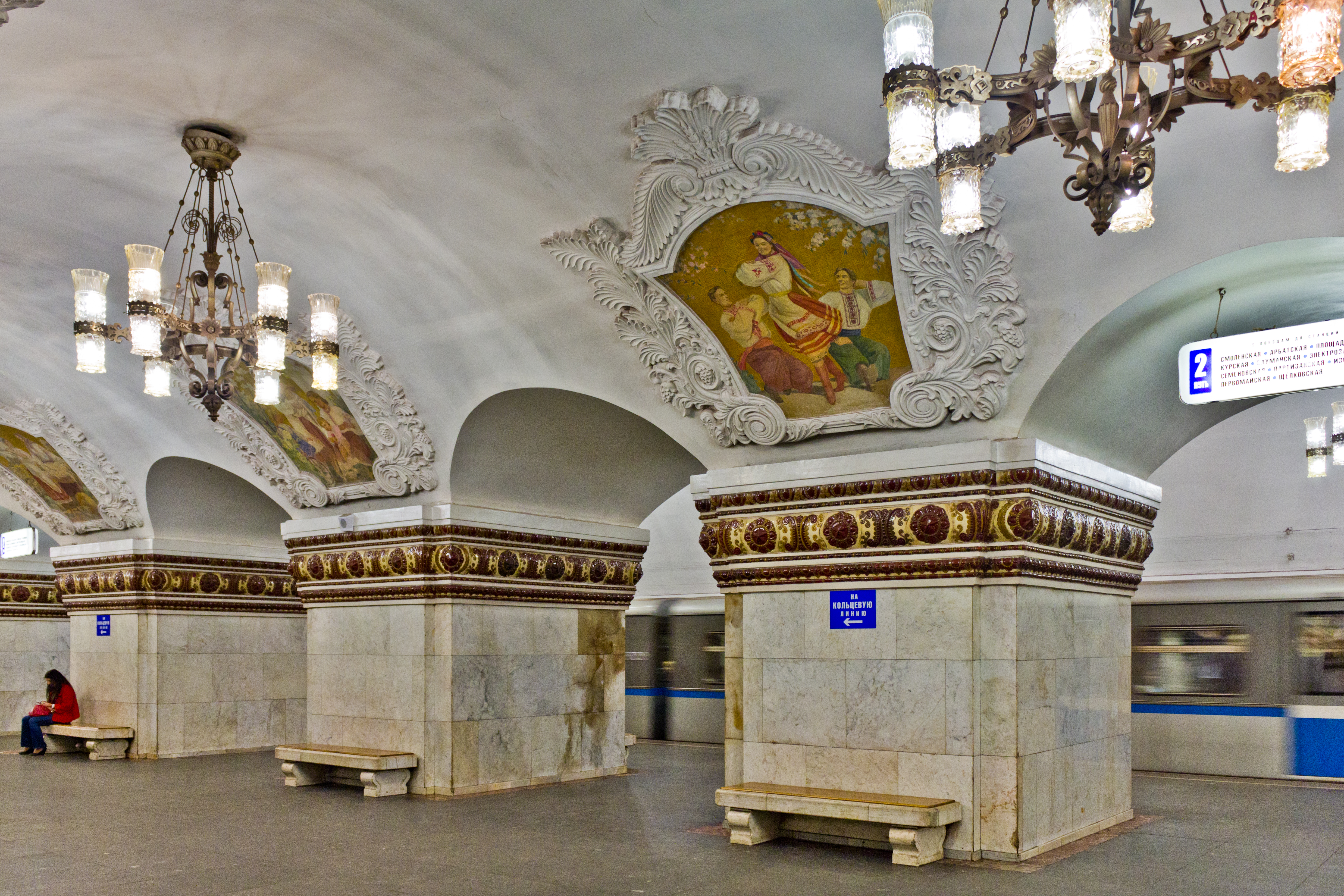
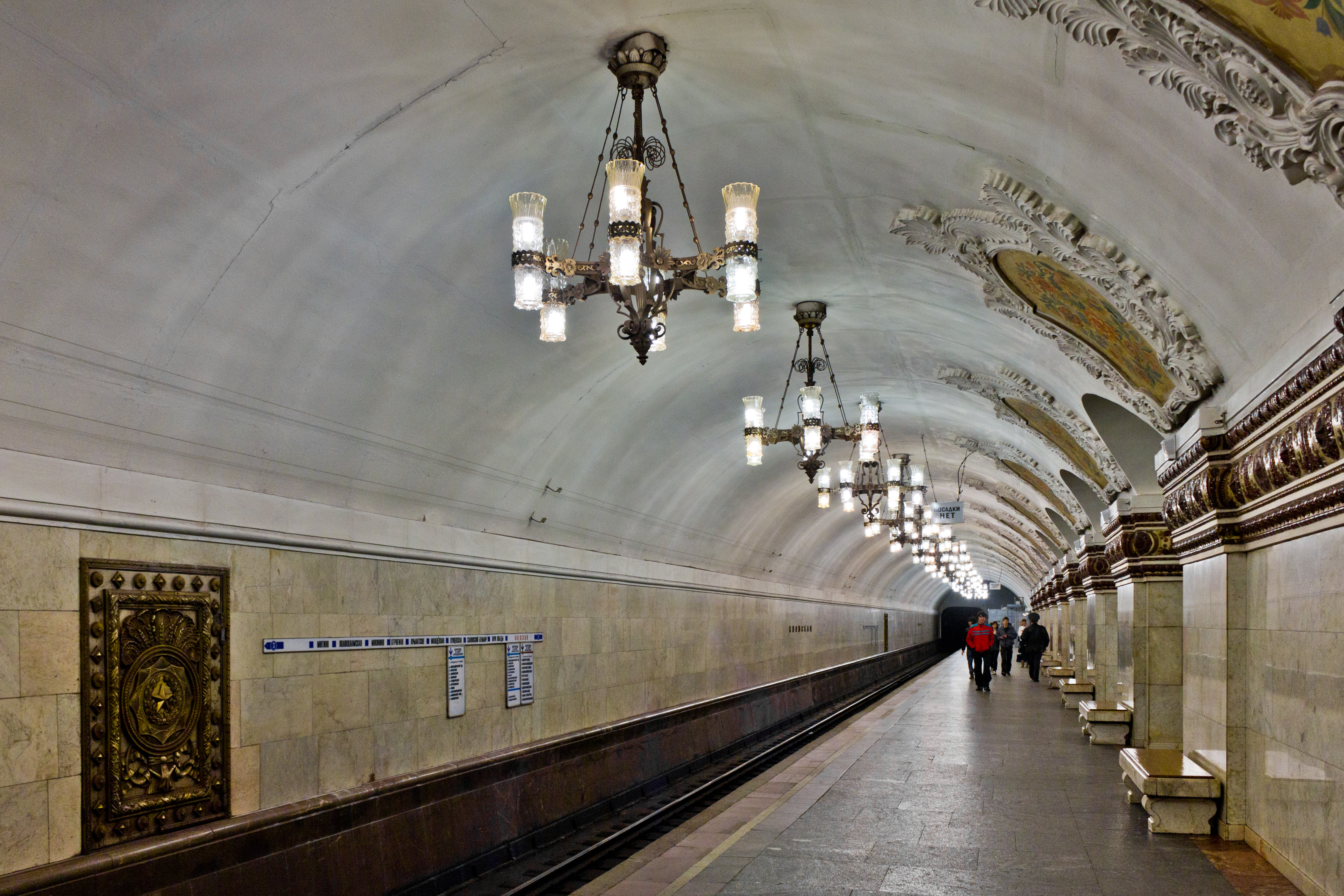

## Fordítás
- Ez a szócikk részben vagy egészben  a(z)   Киевская (станция метро, Арбатско-Покровская линия) című orosz Wikipédia-szócikk ezen változatának fordításán alapul.  Az eredeti cikk szerkesztőit annak laptörténete sorolja fel. Ez a jelzés csupán a megfogalmazás eredetét és a szerzői jogokat jelzi, nem szolgál a cikkben szereplő információk forrásmegjelöléseként.